# Abelscher Grenzwertsatz
Der Abelsche Grenzwertsatz ist ein mathematischer Satz aus dem Teilgebiet der Analysis. Er beschreibt, unter welchen Bedingungen sich eine als Potenzreihe definierte Funktion stetig auf die Ränder des Konvergenzintervalls fortsetzen lässt, und lautet wie folgt:
Sei {\displaystyle \sum _{n=0}^{\infty }a_{n}} eine konvergente Reihe reeller Zahlen. Dann konvergiert die Potenzreihe {\displaystyle \sum _{n=0}^{\infty }a_{n}x^{n}} auf dem Intervall {\displaystyle [0,1]} und die durch sie definierte Funktion {\displaystyle f(x)=\sum _{n=0}^{\infty }a_{n}x^{n}} ist stetig auf {\displaystyle [0,1]} mit {\displaystyle f(1)=\sum _{n=0}^{\infty }a_{n}}.

## Anwendung
Die Umkehrfunktion der Tangensfunktion besitzt auf dem Intervall {\displaystyle (0,1)\subset (-1,1)} die folgende Darstellung als Potenzreihe:
{\displaystyle \arctan(x)=\sum _{n=0}^{\infty }(-1)^{n}{\frac {x^{2n+1}}{2n+1}}}.
Die Reihe {\displaystyle \textstyle \sum _{n=0}^{\infty }{\frac {(-1)^{n}}{2n+1}}} konvergiert nach dem Leibniz-Kriterium. Da {\displaystyle \tan({\tfrac {\pi }{4}})=1}, liefert der abelsche Grenzwertsatz die Identität
{\displaystyle {\frac {\pi }{4}}=\arctan(1)=\sum _{n=0}^{\infty }{\frac {(-1)^{n}}{2n+1}}}.